# Trilogie du Pont
La Trilogie du Pont (titre original : Bridge Trilogy) est une série de romans de science-fiction écrits par William Gibson, sa deuxième après la Trilogie de la Conurb. La trilogie comprend les romans Lumière virtuelle (1993), Idoru (1996) et Tomorrow's Parties (1999). Une nouvelle, Skinner's Room, précède cette trilogie. Skinner's Room a été commandé pour l'exposition Visionary San Francisco de 1990 explorant l'avenir de San Francisco.

## Contexte

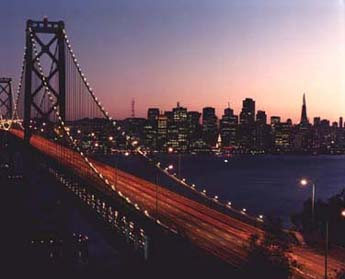
Le Bay Bridge avant le séisme

L'action du premier tome de la Trilogie du Pont se déroule dans un 2006 imaginaire, les romans suivants se passent quelques années plus tard. Le sujet de la trilogie traite de la course pour le contrôle de la technologie du cyberespace qui en est à ses débuts et se déroule sur la côte ouest des États-Unis dans une Californie post-séisme (divisée en états séparés de NoCal et SoCal), ainsi qu'à Tokyo au Japon également victime d'un tremblement de terre, reconstruit à l'aide de la nanotechnologie.
La trilogie tire son nom du pont San Francisco à Oakland abandonné après un tremblement de terre et devenu le site d'un immense bidonville. Le pont devient un lieu central dans Lumière virtuelle et Tomorrow's Parties.
Le « pont » peut également être interprété comme une métaphore des nouvelles technologies reliant la vie contemporaine au futur très avancé décrit dans la  Trilogie de la Conurb, où le cyberespace et la nanotechnologie sont pleinement développés et couramment utilisés[réf. nécessaire].

## Personnages
Certains personnages de la trilogie se croisent lors des différentes intrigues. L'ancien policier Berry Rydell et la coursière à vélo Chevette Washington occupent les rôles principaux dans le premier et le troisième roman. Le chercheur Colin Laney, qui a une incroyable capacité à identifier des schémas parmi une infinité d'informations apparaît dans Idoru et Tomorrow's Parties. D'autres personnages sont récurrents, citons Rei Toei, pop star de l'IA et Shinya Yamazaki, sociologue qui étudie le pont.

## Réception critique
Le poète canadien Douglas Barbour a déclaré à propos de la trilogie qu'elle « a toute la maitrise stylistique de ses œuvres précédentes, mais elle pose des questions plus complexes, explore les personnages plus en profondeur et interroge sans ménagement notre société obsédée par le culte de la vedette ».
Lumière virtuelle, le premier roman de la série, a été finaliste pour le prix Hugo du meilleur roman 1994 ainsi que pour le prix Locus du meilleur roman de science-fiction 1994.
 